# Sonu Kakkar
Sonu Kakkar (in hindī सोनू कक्कड़; Rishikesh, 20 ottobre 1979) è una cantante e personaggio televisivo indiana.

## Biografia
Kakkar ha vinto l'MTV Immies al miglior talento rivelazione musicale in un film per Dum nel 2003, anno in cui ha fatto il suo debutto nel mondo della musica. È divenuta la prima artista femminile a firmare un contratto discografico con la divisione indiana della Columbia Records, attraverso la quale è stato pubblicato il suo primo album in studio Don't Touch Me nel luglio 2008.
Nel 2020 è divenuta coach all'adattamento punjabi di Sa re ga ma pa, presentato su Zee Punjabi, e l'anno successivo alla dodicesima edizione della versione indiana di Pop Idol.

## Discografia

### Album in studio
- 2008 – Don't Touch Me

### Colonne sonore
- 2004 – Raat sapna dikhaye piya humka (con Shaswati)
- 2004 – Jawaniya dhakka maare (con Jaspinder Narula e Vinod Rathod)

### EP
- 2014 – Heer - The Sufi Soul

### Singoli
- 2013 – Akhiyan nu rehn de
- 2013 – Suhe ve cheere waleya
- 2014 – Naina (con Tony Kakkar)
- 2015 – Pardesi chhoro
- 2016 – Ni saiyon (con Gurlez Akhtar)
- 2016 – Ghaati Trance (con Jaspreet Jasz)
- 2017 – Ladeya naa ker (con Ms Chandhok)
- 2017 – Itna naa milo
- 2017 – Ik onkar
- 2018 – Lagade aag
- 2019 – Kyu saath tumhara choota hai (con Jeet Gannguli)
- 2020 – Mainu tere naal
- 2020 – Ooh la la (con Neha Kakkar e Tony Kakkar)
- 2020 – Tumko pata hai
- 2020 – Diljaaniya
- 2020 – Gali mein chand
- 2021 – Sun baliye (con Gajendra Verma)
- 2021 – Funky Mohabbat (con Benny Dayal e Shreya Ghoshal)
- 2021 – Akhaa vich
- 2021 – Chandni raatein
- 2021 – Mere rashke qamar
- 2021 – Jutti kasuri
- 2021 – Bijli (con A-Slam)
- 2021 – Qadar na jaani (feat. Manjul Khattar & Rumman Ahmed)
- 2021 – Photowan